# 荒川左岸排水路
荒川左岸排水路（あらかわさがんはいすいろ）は、埼玉県さいたま市桜区、南区および戸田市流れる荒川水系の普通河川である。笹目川の支流。さくら川、古くは聖前落排水路（ひじりまえおとしはいすいろ）ともいう。

## 地理
埼玉県さいたま市桜区を流れる鴻沼川より分かれ 南東に流れる。桜区田島から南区の曲本・松本・内谷、戸田市の美女木・堤外・笹目・笹目南町・早瀬の各地区を流れ、戸田競艇場付近で笹目川に合流する。上流から新大宮バイパスの交差地点までは暗渠であり道路となっている。
中流域は毎年桜が満開になることから、戸田市内では「さくら川」という愛称がつけられているが、今後これが正式名称になる可能性もある。生活排水が流れており水質はあまりよくない。下流は感潮域なので時間によって水位に差もある。

## 橋梁
上流より
- 国道17号新大宮バイパス
- 田島通
- 国道17号新大宮バイパス
- 西部橋
- 番匠免橋
- 堀之内橋
- 道満橋
- 国道298号
- 修行目橋
- 野竹橋
- 梅の木橋
- 下町橋
- 夏浜橋
- 早瀬橋
- 聖橋
- 宮前橋（国道17号新大宮バイパス）
- 辺島橋（東京都道・埼玉県道68号練馬川口線）
- 聖下橋